# Эмин Ага Аджалов
Эмин ага Аджалов (азерб. Emin ağa Acalov; 1868, Кяпанакчи — 1937, Казах) — руководитель Генерального центра Национального исламского совета Карса, заместитель главы правительства Национального исламского совета Карса.

## Биография
Родился в 1868 году в селе Капанахчи в семье Аги из рода Аджалы.
С детства имел тягу к знаниям, прошел религиозное обучение в мусульманской школе, затем на русском языке обучался в гимназии и завершил Академию Агбулагда Меше. Оставшись без отца в 17, взял на себя все семейные тяготы. Он был также очень храбрым юношей и прекрасным наездником, пользовался большим уважением среди сельчан и впоследствии был назначен специальным посланником губернатора Закавказья в город Телави. Проработав здесь всего год, возвращается в Борчалы, где столкнувшись с несправедливостью чиновников Российской Империи, с оружием в руках встает на защиту местного населения и объявляется вне закона. Создав отряд таких же смельчаков, вступает в борьбу против притеснения азербайджанцев. В это время его борьба распространяется в Борчалы, Ахыска-Месхети, Эриванской губернии, Гянджабасаре, Карсе, Игдыре, Ардахане, Арзуруме, Меренде и Хойе. В 1898 году его арестовывают в Тифлисе и отправляют в ссылку в Астрахань. После возвращения вновь встает на защиту азербайджанцев, которые в 1905—1907 годах становятся жертвами бесчинств армянских националистов, а в 1917 году — на защиту местного населения от армянских националистов и борется с гнетом царского режима. И в декабре 1917 года вместе с председателем благотворительного общества Борчалы Гурбанали эфенди Халилзаде и религиозными деятелями Борчалы объявляют о создании Борчалинской Карапапахской Тюркской Республики (Borçalı Qarapapaq Türk Cumhuriyyəti).
28 мая 1918 года создается Азербайджанская Демократическая Республика и с ней устанавливаются связи. В ноябре 1918 года после встречи в Карсе с главами правительств Ахыска и Араз-Тюркской республики для объединения усилий против внешних врагов, создается федерация Карская Исламская республика (Qars İslam Cümhuriyyəti). Эмин ага возглавляет военно-юридическое ведомство новой федерации. А 1 декабря 1918 года Национальным советом объявляется о создании Юго-Западной Кавказской демократической республики.
В декабре 1918 года армянские националисты вновь начинают бесчинства в Борчалы, и Эмин ага возвращается из Карса с отрядом, чтобы вновь защищать земляков. На протяжении всех военных действий против армянских националистов рядом с ним героически сражался его брат Исрафил Аджалов.
13 апреля 1919 года британские войска захватывают Карс, и республика прекращает свое существование. Все руководители арестовываются и высылаются в ссылку на Мальту. И только Эмина ага Аджалова при помощи премьер-министра Азербайджанской Демократической Республики Фатали хана Хойского удается вернуть отбывать наказание вблизи родного Борчалы, в тюрьме Тифлиса. Спустя некоторое время он убегает из тюрьмы и поселяется в селе Гарапапаглар Газахского района, где живет до 1937 года.

## Творчество
Эмин Аджалов занимался в свободное время от политики музыкой и поэзией. В настоящее время в Государственном музее Грузии хранится этнографический экспонат «Одежда женщины Борчали», представленный Эмином.
В 1912 году Эмин написал книгу «Хватит, вставай!» на азербайджанском языке в Восточной типографии в Тбилиси.